# Gastrotheca bufona
Gastrotheca bufonaés una espècie de granota de la família del hemipràctids. Va ser descrit com Gastrotheca bufona a per Doris M. Cochran i Coleman J. Goin el 1970. El nom específic prové del castellà bufon, (« bufó, pallasso»), en referència a l'aspecte fatxenda de la granota.
És una espècie rara. La major part de la població es troba en petites subpoblacions fragmentades. Es pot distingir d'un cop d'ull de totes les Gastrotheca de Colòmbia excepte de G. cornutum pel procés dèrmic superciliar ben desenvolupat. Es diferencia del G. cornutum en tenir el derma del cap co-ossificat amb el crani.
Viu al vessant nord de la Serralada Central al departament d'Antioquia, i els vessants orientals al departament de Caldas a Colòmbia, a 1700-2200 m d'altitud. Es troba en estat de conservació vulnerable per l'expansió de les terres de conreu i la desforestació.